# Сарикольський район
Сарико́льський район (каз. Сарыкөл ауданы, рос. Сарыкольский район) — адміністративна одиниця у складі Костанайської області Казахстану. Адміністративний центр — селище Сариколь.

## Населення
Населення — 18 056 осіб (2021; 24 785 у 2009, 31 087 у 1999, 39 566 у 1989).
Національний склад (станом на 2010 рік):
- казахи — 8215 осіб (33,93 %)
- росіяни — 8205 осіб (33,89 %)
- українці — 5169 осіб (21,35 %)
- білоруси — 862 особи
- німці — 697 осіб
- татари — 201 особа
- башкири — 106 осіб
- молдовани — 95 осіб
- азербайджанці — 90 осіб
- поляки — 79 осіб
- чуваші — 71 особа
- удмурти — 62 особи
- чеченці — 51 особа
- інгуші — 38 осіб
- вірмени — 26 осіб
- мордва — 26 осіб
- корейці — 2 особи
- інші — 218 осіб

## Історія
Район був утворений 1928 року як Убаганський. 1930 року до складу району була включена територія ліквідованого Урицького району (утворений 1928 року). Того ж року район перейшов у пряме підпорядкування Казахській РСР. 1932 року район увійшов до складу Актюбінської області. 29 грудня 1935 року район було перейменовано в Урицький, при цьому назва Убаганський була використана для іншого новоутвореного району. 1936 року район відійшов до складу Кустанайської області. 17 червня 1997 року район отримав сучасну назву.

## Склад
До складу району входять 1 селищна адміністрація, 6 сільських адміністрацій та 5 сільських округів:
| Поселення                               | Площа, км² | Населення, осіб (1989) | Населення, осіб (1999) | Населення, осіб (2009) | Населення, осіб (2021) | Центр          | Населені пункти |
| --------------------------------------- | ---------- | ---------------------- | ---------------------- | ---------------------- | ---------------------- | -------------- | --------------- |
| Сарикольська селищна адміністрація      | -          | 12494                  | 10284                  | 9469                   | 8738                   | Сариколь       | 1               |
| Барвіновська сільська адміністрація     | -          | 2351                   | 2115                   | 1532                   | 1094                   | Барвіновка     | 1               |
| Великодубравська сільська адміністрація | -          | 1809                   | 1258                   | 869                    | 459                    | Великі Дубрави | 1               |
| Златоустівська сільська адміністрація   | -          | 1934                   | 1612                   | 1262                   | 805                    | Златоуст       | 1               |
| Маяцька сільська адміністрація          | -          | 1972                   | 1514                   | 978                    | 661                    | Маяк           | 1               |
| Тимірязєвська сільська адміністрація    | -          | 2040                   | 1443                   | 1008                   | 813                    | Тимірязєвка    | 1               |
| Урожайненська сільська адміністрація    | -          | 1750                   | 1177                   | 778                    | 375                    | Урожайне       | 1               |
| Веселоподольський сільський округ       | -          | 2178                   | 1614                   | 1326                   | 780                    | Веселий Подол  | 2               |
| Комсомольський сільський округ          | -          | 2635                   | 2087                   | 1614                   | 874                    | Комсомольське  | 4               |
| Севастопольський сільський округ        | -          | 4223                   | 2812                   | 1848                   | 719                    | Севастополь    | 4               |
| Сорочинський сільський округ            | -          | 4038                   | 3397                   | 2749                   | 1765                   | Сорочинка      | 6               |
| Тагільський сільський округ             | -          | 2142                   | 1774                   | 1352                   | 973                    | Тагільське     | 3               |

- 11 січня 2019 року Лісний сільський округ перетворено у Великодубравську сільську адміністрацію, Тімірязєвський сільський округ перетворено в Тімірязєвську сільську адміністрацію, Чеховський сільський округ перетворено в Урожайненську сільську адміністрацію[4].
- 18 грудня 2019 року Ленінградський сільський округ розділено на Вишньовську сільську адміністрацію та Ленінградську сільську адміністрацію, Краснознаменський сільський округ розділено на Караобинську сільську адміністрацію та Новинську сільську адміністрацію; ліквідовано Вишньовську сільську адміністрацію та Ленінградську сільську адміністрацію, території увійшли до складу Севастопольського сільського округу; ліквідовано Караобинську сільську адміністрацію та Новинську сільську адміністрацію, території увійшли до складу Сорочинського сільського округу; Барвіновський сільський округ перетворено у Барвіновську сільську адміністрацію, Златоустівський сільський округ перетворено у Златоустівську сільську адміністрацію[5].

## Найбільші населені пункти
Населені пункти з чисельністю населення понад 1000 осіб:
| № | Населений пункт | Населення, осіб (1989) | Населення, осіб (1999) | Населення, осіб (2009) | Населення, осіб (2021) |
| - | --------------- | ---------------------- | ---------------------- | ---------------------- | ---------------------- |
| 1 | Сариколь        | 12494                  | 10284                  | 9469                   | 8738                   |
| 2 | Барвіновка      | 2063                   | 1869                   | 1400                   | 1094                   |